# Пам'ятний знак першій школі на Русі
Пам'ятний знак першій школі на Русі — розташований в Києві на Старокиївській горі в сквері поруч із фундаментами Десятинної церкви, в якій, за літописом, діяла перша школа в Київській Русі.
Як свідчить «Повісті врем'яних літ», виникнення першої в Київській Русі школи було пов'язане з введенням християнства і сягає 988 року. В першій школі, яку було засновано у приміщенні кафедрального собору — Десятинній церкві, навчалось близько 300 учнів.
Пам'ятний знак був відкритий у вересні 1988 року з нагоди відзначення 1000-річчя заснування першої школи. Автори — скульптор Віталій Шишов, архітектор Авраам Мілецький, консультант Гліб Івакін.
У 2006 році наказом Головного управління охорони культурної спадщини КМДА пам'ятний знак взято на облік як щойно виявлений об'єкт культурної спадщини. У 2010 році наказом Міністерства культури визнаний таким, що не підлягає занесенню до реєстру культурної спадщини.

## Опис
Циліндричну колону з червоного полірованого граніту встановлено на гранітному неполірованому постаменті, який складений з чотирьох квадратних у плані блоків. Колона зверху зрізана і має вертикальний руст з одного боку. На її поверхні вирізьблені цитата з «Повісті врем'яних літ» про заснування в Києві першої школи, тематичні малюнки, стилізовані під давньоруські мініатюри. У верхній частині колони — наскрізний проріз, що має форму вікон давньоруських храмів.
Напис-цитата на пам'ятнику: